# 金鲜香
金鲜香（1997年4月9日—），朝鲜女子摔跤运动员，2014年夏季青年奥运会女子自由式46公斤级金牌得主、2018年亚洲运动会女子自由式50公斤级铜牌得主、2022年亚洲运动会女子自由式50公斤级银牌得主。